# Ace Frehley (album)
Albums de Ace Frehley
Gene Simmons
(1978) Peter Criss
(1979)
Ace Frehley est le premier album solo d'Ace Frehley du groupe américain Kiss. L'album se classa à la 26e position dans les charts américain, à la 30e position dans les charts japonais, 34e au Canada et à la 48e place en Autriche.

## Liste des titres
| No | Titre                    | Auteur                              | Durée |
| -- | ------------------------ | ----------------------------------- | ----- |
| 1. | Rip It Out               | Ace Frehley, Larry Kelly, Sue Kelly | 3:39  |
| 2. | Speedin' Back to My Baby | Ace Frehley, Jeanette Frehley       | 3:35  |
| 3. | Snow Blind               | Ace Frehley                         | 3:54  |
| 4. | Ozone                    | Ace Frehley                         | 4:41  |
| 5. | What's on Your Mind?     | Ace Frehley                         | 3:26  |
| 6. | New York Groove          | Russ Ballard                        | 3:01  |
| 7. | I'm in Need of Love      | Ace Frehley                         | 4:36  |
| 8. | Wiped-Out                | Ace Frehley, Anton Fig              | 4:08  |
| 9. | Fractured Mirror         | Ace Frehley                         | 5:25  |

## Composition du groupe
- Ace Frehley – chants, guitare (solo, rythmique & acoustique), synthétiseur, basse.
- Anton Fig – batterie, percussions
- Will Lee – basse sur Ozone, Wiped-Out et I'm In Need of Love.
- Carl Tallarico – batterie on Fractured Mirror.
- David Lasley et Susan Collins & co. – chœurs sur Speedin' Back to My Baby, New York Groove et What's On Your Mind?.
- Larry Kelly – chœurs sur Rip It Out
- Bill 'Bear' Scheniman – cloche sur Fractured Mirror